# Tyrell Malacia
Tyrell Johannes Chicco Malacia (Rotterdam, 17 agosto 1999) è un calciatore olandese, difensore del Manchester Utd.

## Biografia
Malacia nasce nei Paesi Bassi, da padre curaçao e madre surinamese.

## Caratteristiche tecniche
Di ruolo terzino sinistro, Louis van Gaal lo ha utilizzato pure come difensore centrale.

## Carriera

### Club

#### Gli inizi, Feyenoord
Nato a Rotterdam, entra a far parte del settore giovanile del Feyenoord nel 2008, all'età di nove anni. Il 2 dicembre 2015 firma il suo primo contratto da professionista e, a distanza di due anni, il 6 dicembre 2017 fa il suo debutto da professionista nella vittoria per 2–1 in UEFA Champions League contro il Napoli, giocando da titolare tutta la partita. La settimana seguente debutta anche in campionato, nella partita pareggiata 1–1 contro l'Heerenveen. Dopo aver rinnovato il suo contratto fino al 30 giugno 2023, il 23 aprile 2018, pur non scendendo in campo, vince il suo primo trofeo grazie alla vittoria per 3-0 del Feyenoord sull'AZ Alkmaar in finale di coppa nazionale. Il 25 maggio 2022 gioca titolare la finale di Conference League persa 1–0 dal Feyenoord contro la Roma; nonostante la sconfitta, è uno dei cinque giocatori del Feyenoord inseriti dell'UEFA nella Squadra della stagione per quanto riguarda la UEFA Europa Conference League.

#### Manchester United
Il 5 luglio 2022 viene acquistato dal Manchester Utd per 15 milioni di euro, sottoscrivendo un contratto di quattro anni con il club inglese.

#### Prestito al PSV
Il 4 febbraio 2025 viene ceduto in prestito al PSV.

### Nazionale
Malacia ha fatto tutta la trafila delle nazionali giovanili dei Paesi Bassi: Under-16, Under-17, Under-18, Under-20 e Under-21. Viste le sue origini da parte di padre, il 18 giugno 2021 viene pre-convocato dal Curaçao per la CONCACAF Gold Cup 2021, competizione a cui la nazionale caraibica ha rinunciato a causa dell'elevato numero di casi COVID-19 all'interno della squadra.
Tornato in patria, il 27 agosto 2021 viene convocato per la prima volta in Nazionale Maggiore in vista delle gare di qualificazione ai Mondiali del 2022 contro Norvegia, Montenegro e Turchia. Debutta da titolare il 4 settembre seguente nella vittoria per 4-0 contro il Montenegro.

## Statistiche

### Presenze e reti nei club
Statistiche aggiornate al 23 febbraio 2025.
| Stagione              | Squadra               | Campionato            | Campionato | Campionato | Coppe nazionali | Coppe nazionali | Coppe nazionali | Coppe continentali | Coppe continentali | Coppe continentali | Altre coppe | Altre coppe | Altre coppe | Totale | Totale | Totale |
| Stagione              | Squadra               | Comp                  | Pres       | Reti       | Comp            | Pres            | Reti            | Comp               | Pres               | Reti               | Comp        | Pres        | Reti        | Pres   | Reti   |        |
| --------------------- | --------------------- | --------------------- | ---------- | ---------- | --------------- | --------------- | --------------- | ------------------ | ------------------ | ------------------ | ----------- | ----------- | ----------- | ------ | ------ | ------ |
| 2017-2018             | Feyenoord             | ED                    | 11         | 0          | CO              | 2               | 0               | UCL                | 1                  | 0                  | -           | -           | -           | 14     | 0      |        |
| 2018-2019             | Feyenoord             | ED                    | 17         | 3          | CO              | 1               | 0               | UEL                | 1                  | 0                  | -           | -           | -           | 19     | 3      |        |
| 2019-2020             | Feyenoord             | ED                    | 12         | 0          | CO              | 4               | 0               | UEL                | 5                  | 0                  | -           | -           | -           | 21     | 0      |        |
| 2020-2021             | Feyenoord             | ED                    | 26+2       | 0          | CO              | 2               | 0               | UEL                | 3                  | 0                  | -           | -           | -           | 33     | 0      |        |
| 2021-2022             | Feyenoord             | ED                    | 32         | 1          | CO              | 1               | 0               | UECL               | 17                 | 0                  | -           | -           | -           | 50     | 1      |        |
| Totale Feyenoord      | Totale Feyenoord      | Totale Feyenoord      | 98+2       | 4+0        |                 | 10              | 0               |                    | 27                 | 0                  |             | -           | -           | 137    | 4      |        |
| 2022-2023             | Manchester Utd        | PL                    | 22         | 0          | FACup+CdL       | 4+4             | 0               | UEL                | 9                  | 0                  | -           | -           | -           | 39     | 0      |        |
| 2023-2024             | Manchester Utd        | PL                    | 0          | 0          | FACup+CdL       | 0+0             | 0               | UCL                | 0                  | 0                  | -           | -           | -           | 0      | 0      |        |
| 2024-feb. 2025        | Manchester Utd        | PL                    | 3          | 0          | FACup+CdL       | 1+0             | 0               | UEL                | 4                  | 0                  | -           | -           | -           | 8      | 0      |        |
| Totale Manchester Utd | Totale Manchester Utd | Totale Manchester Utd | 25         | 0          |                 | 9               | 0               |                    | 13                 | 0                  |             | -           | -           | 47     | 0      |        |
| feb.-giu. 2025        | PSV                   | E                     | 1          | 0          | CO              | -               | -               | UCL                | 1                  | 0                  | SO          | -           | -           | 2      | 0      |        |
| Totale carriera       | Totale carriera       | Totale carriera       | 126        | 4          |                 | 19              | 0               |                    | 41                 | 0                  |             | -           | -           | 186    | 4      |        |

### Cronologia presenze e reti in nazionale
| Cronologia completa delle presenze e delle reti in nazionale ― Paesi Bassi | Cronologia completa delle presenze e delle reti in nazionale ― Paesi Bassi | Cronologia completa delle presenze e delle reti in nazionale ― Paesi Bassi | Cronologia completa delle presenze e delle reti in nazionale ― Paesi Bassi | Cronologia completa delle presenze e delle reti in nazionale ― Paesi Bassi | Cronologia completa delle presenze e delle reti in nazionale ― Paesi Bassi | Cronologia completa delle presenze e delle reti in nazionale ― Paesi Bassi | Cronologia completa delle presenze e delle reti in nazionale ― Paesi Bassi |
| Data                                                                       | Città                                                                      | In casa                                                                    | Risultato                                                                  | Ospiti                                                                     | Competizione                                                               | Reti                                                                       | Note                                                                       |
| -------------------------------------------------------------------------- | -------------------------------------------------------------------------- | -------------------------------------------------------------------------- | -------------------------------------------------------------------------- | -------------------------------------------------------------------------- | -------------------------------------------------------------------------- | -------------------------------------------------------------------------- | -------------------------------------------------------------------------- |
| 4-9-2021                                                                   | Eindhoven                                                                  | Paesi Bassi                                                                | 4 – 0                                                                      | Montenegro                                                                 | Qual. Mondiali 2022                                                        | -                                                                          |                                                                            |
| 26-3-2022                                                                  | Amsterdam                                                                  | Paesi Bassi                                                                | 4 – 2                                                                      | Danimarca                                                                  | Amichevole                                                                 | -                                                                          | 76’                                                                        |
| 29-3-2022                                                                  | Amsterdam                                                                  | Paesi Bassi                                                                | 1 – 1                                                                      | Germania                                                                   | Amichevole                                                                 | -                                                                          | 74’                                                                        |
| 8-6-2022                                                                   | Cardiff                                                                    | Galles                                                                     | 1 – 2                                                                      | Paesi Bassi                                                                | UEFA Nations League 2022-2023 - 1º turno                                   | -                                                                          |                                                                            |
| 14-6-2022                                                                  | Rotterdam                                                                  | Paesi Bassi                                                                | 3 – 2                                                                      | Galles                                                                     | UEFA Nations League 2022-2023 - 1º turno                                   | -                                                                          |                                                                            |
| 25-9-2022                                                                  | Amsterdam                                                                  | Paesi Bassi                                                                | 1 – 0                                                                      | Belgio                                                                     | UEFA Nations League 2022-2023 - 1º turno                                   | -                                                                          | 46’                                                                        |
| 24-3-2023                                                                  | Saint-Denis                                                                | Francia                                                                    | 4 – 0                                                                      | Paesi Bassi                                                                | Qual. Euro 2024                                                            | -                                                                          | 87’                                                                        |
| 27-3-2023                                                                  | Rotterdam                                                                  | Paesi Bassi                                                                | 3 – 0                                                                      | Gibilterra                                                                 | Qual. Euro 2024                                                            | -                                                                          | 77’                                                                        |
| 14-6-2023                                                                  | Rotterdam                                                                  | Paesi Bassi                                                                | 2 – 4 dts                                                                  | Croazia                                                                    | UEFA Nations League 2022-2023 - Semifinale                                 | -                                                                          | 106’ 116’                                                                  |
| Totale                                                                     |                                                                            | Presenze                                                                   | 9                                                                          |                                                                            | Reti                                                                       | 0                                                                          |                                                                            |

| Cronologia completa delle presenze e delle reti in nazionale ― Paesi Bassi under 21 | Cronologia completa delle presenze e delle reti in nazionale ― Paesi Bassi under 21 | Cronologia completa delle presenze e delle reti in nazionale ― Paesi Bassi under 21 | Cronologia completa delle presenze e delle reti in nazionale ― Paesi Bassi under 21 | Cronologia completa delle presenze e delle reti in nazionale ― Paesi Bassi under 21 | Cronologia completa delle presenze e delle reti in nazionale ― Paesi Bassi under 21 | Cronologia completa delle presenze e delle reti in nazionale ― Paesi Bassi under 21 | Cronologia completa delle presenze e delle reti in nazionale ― Paesi Bassi under 21 |
| Data                                                                                | Città                                                                               | In casa                                                                             | Risultato                                                                           | Ospiti                                                                              | Competizione                                                                        | Reti                                                                                | Note                                                                                |
| ----------------------------------------------------------------------------------- | ----------------------------------------------------------------------------------- | ----------------------------------------------------------------------------------- | ----------------------------------------------------------------------------------- | ----------------------------------------------------------------------------------- | ----------------------------------------------------------------------------------- | ----------------------------------------------------------------------------------- | ----------------------------------------------------------------------------------- |
| 26-3-2019                                                                           | San Pedro del Pinatar                                                               | Paesi Bassi under 21                                                                | 1 – 0                                                                               | Egitto under 21                                                                     | Amichevole                                                                          | -                                                                                   |                                                                                     |
| 31-5-2019                                                                           | Doetinchem                                                                          | Paesi Bassi under 21                                                                | 5 – 1                                                                               | Messico under 21                                                                    | Amichevole                                                                          | -                                                                                   | 75’                                                                                 |
| 14-11-2019                                                                          | Gibilterra                                                                          | Gibilterra under 21                                                                 | 0 – 6                                                                               | Paesi Bassi under 21                                                                | Qual. Europeo Under-21 2021                                                         | -                                                                                   | 82’                                                                                 |
| 19-11-2019                                                                          | Doetinchem                                                                          | Paesi Bassi under 21                                                                | 2 – 1                                                                               | Inghilterra under 21                                                                | Amichevole                                                                          | -                                                                                   | 46’                                                                                 |
| 30-3-2021                                                                           | Székesfehérvár                                                                      | Paesi Bassi under 21                                                                | 6 – 1                                                                               | Ungheria under 21                                                                   | Europeo Under-21 2021 - 1º turno                                                    | -                                                                                   | 46’                                                                                 |
| 31-5-2021                                                                           | Budapest                                                                            | Paesi Bassi under 21                                                                | 2 – 1                                                                               | Francia under 21                                                                    | Europeo Under-21 2021 - Quarti                                                      | -                                                                                   | 78’                                                                                 |
| 3-6-2021                                                                            | Székesfehérvár                                                                      | Paesi Bassi under 21                                                                | 1 – 2                                                                               | Germania under 21                                                                   | Europeo Under-21 2021 - Semifinale                                                  | -                                                                                   |                                                                                     |
| Totale                                                                              |                                                                                     | Presenze                                                                            | 7                                                                                   |                                                                                     | Reti                                                                                | 0                                                                                   |                                                                                     |

## Palmarès

### Club

#### Competizioni nazionali
- Coppa dei Paesi Bassi: 1

Feyenoord: 2017-2018
- Supercoppa dei Paesi Bassi: 1

Feyenoord: 2018
- Coppa di Lega inglese: 1

Manchester United: 2022-2023
- Coppa d'Inghilterra: 1

Manchester United: 2023-2024
- Campionato olandese: 1

PSV: 2024-2025

### Individuale
- Squadra della stagione della UEFA Europa Conference League: 1

2021-2022